# Francisco Silva "Borrego"
Francisco Silva Jiménez (El Salto; 3 de febrero de 1923-?; 4 de mayo de 2004), más conocido como Borrego, fue un futbolista mexicano. Jugó para el Club Deportivo Guadalajara de 1943 a 1950.

## Clubes
| Club        | País   | Año         |
| ----------- | ------ | ----------- |
| Guadalajara | México | 1943 - 1950 |